# Androcymbium exiguum
Androcymbium exiguum là một loài thực vật có hoa trong họ Colchicaceae. Loài này được Roessler miêu tả khoa học đầu tiên năm 1974.